# The Awakening: Written in the Stars
The Awakening: Written in the Stars – pierwszy album studyjny południowokoreańskiej grupy Cravity, wydany 19 sierpnia 2021 roku przez wytwórnię Starship Entertainment. Płytę promował singel „Gas Pedal”.

## Lista utworów
| CD | CD                   | CD                                       | CD                                           | CD                  | CD      |
| Nr | Tytuł utworu         | Tekst                                    | Kompozycja                                   | Aranżacja           | Długość |
| -- | -------------------- | ---------------------------------------- | -------------------------------------------- | ------------------- | ------- |
| 1. | „Intro: New Horizon” |                                          | PCDC                                         | PCDC                | 1:01    |
| 2. | „Gas Pedal”          | PCDC, Samuel Ku, Eddiesupa, Serim, Allen | PCDC, Samuel Ku, Eddiesupa                   | PCDC                | 3:17    |
| 3. | „Veni Vidi Vici”     | PCDC                                     | PCDC                                         | PCDC                | 3:30    |
| 4. | „Chinga-Linga”       | PCDC                                     | PCDC                                         | PCDC                | 3:52    |
| 5. | „Celebrate”          | PCDC                                     | PCDC                                         | PCDC                | 3:24    |
| 6. | „Grand Prix”         | Hwa Im-hyun (Flying Lab), Serim, Allen   | Gabriel Brandes, Chris Meyer, Ludwig Lindell | Ludwig Lindell      | 3:17    |
| 7. | „Divin”              | Shin Ki-hyun, Junji                      | Shin Ki-hyun, Junji                          | Shin Ki-hyun, Junji | 3:09    |
| 8. | „Go Go”              | PCDC                                     | PCDC                                         | PCDC                | 3:24    |

## Notowania
| Lista                        | Pozycja | Źr.   |
| ---------------------------- | ------- | ----- |
| South Korean Albums (Circle) | 3       | [ 2 ] |
| Japanese Albums (Oricon)     | 11      | [ 3 ] |

## Sprzedaż
| Kraj             | Sprzedaż |
| ---------------- | -------- |
| Korea Południowa | 181 291+ |